# Anna Maxwell Martin
Anna Maxwell Martin, född Anna Charlotte Martin den 10 maj 1977 i Beverley i East Riding of Yorkshire, är en brittisk skådespelare.
Anna Maxwell Martin har verkat inom både film, TV och teater. Hon har bland annat spelat en av rollerna i en uppsättning av His Dark Materials på Royal National Theatre mellan 2003 och 2004.
Hon har tilldelats två BAFTA Awards i kategorin Bästa kvinnliga skådespelare: 2006 för Bleak House och 2009 för Poppy Shakespeare.
Hon var gift med regissören Roger Michell och tillsammans fick de två barn.

## Filmografi i urval
- 2004 – Kärlekens raseri
- 2005 – Bleak House (TV-serie)
- 2007 – En ung Jane Austen
- 2008 – Poppy Shakespeare
- 2012–2014 – Bletchley circle (TV-serie)
- 2013 – Philomena
- 2015 – Och så var de bara en (miniserie)
- 2019 – Good Omens (TV-serie)
- 2024 – En duktig flickas handbok i mord (TV-serie)
- 2024 – Ludwig – pusseldetektiven (TV-serie)